# Танк Пороховщикова
Всюдихід — всюдихідна машина, розроблена конструктором Олександром Олександровичем Пороховщиковим у Росії в 1914—1915 роках. У пов'язаних з цією машиною розробках О. О. Пороховщиков розглядав також можливість установки на неї бронювання і озброєння, через що в радянській і сучасній російській літературі «Всюдихід» часто розглядається як один з перших російських проєктів танка (танкетки).

## Історія
На початку війни, в серпні 1914 року, майстер машинобудівного заводу в Ризі Пороховщиков запропонував головнокомандувачу російською армією оригінальний проєкт бойової гусеничної машини. Це було те, що ми тепер називаємо танком. У червні 1915 року Пороховщиков уже випробовував свою машину. При випробуванні її швидкість досягала 25 км/год. Такою швидкістю не володіли ні англійські, ні французькі перші танки. Пізніше Пороховщиков удосконалив свою машину, зробивши її колісно-гусеничною: вона могла рухатися по дорогах на колесах і по місцевості на гусеницях. Це випереджало танкобудування того часу на кілька років. Пороховщиков зробив корпус танка водонепроникним, внаслідок чого він міг легко долати водні перешкоди.
У танку Пороховщикова для повороту вперше були застосовані бортові фрикціони (механізми, які в подальшому стали встановлювати на більшості танків, на деяких машинах вони збереглися і досі).
Танк Пороховщикова можна вважати не тільки першим російським танком, але і першим танком взагалі, оскільки ідея його виникла й була здійснена раніше, ніж в інших країнах. Крім того, Пороховщиков багато в чому передбачив розвиток танків у майбутньому. Але промисловість царської Росії не могла освоїти таку складну машину, як танк. Пороховщикова спіткала та ж доля, що і багатьох інших талановитих винахідників-самородків у царській Росії. Його танк був забутий, і про нього згадали лише через багато років, коли танки вже широко застосовувалися в усіх арміях.

## Сучасні всюдиходи
Володіє тяговим зусиллям, яке на максимумі досягає 1800 кг. Таким чином, по суші гусеничний болотохід здатний буксирувати колісні або лижні причепи з вантажем, зокрема сани типу «вилікуєш», загальною вагою до 2 тонн.